# Бугай, Николай Фёдорович
Никола́й Фёдорович Буга́й (род. 19 декабря 1941, станица Старотитаровская, Темрюкский район, Краснодарский край) — советский и российский историк. Доктор исторических наук, главный научный сотрудник Института российской истории РАН, советник Департамента межнациональных отношений Министерства регионального развития РФ.
Специалист по истории СССР. На 2013 год, наряду с В. Н. Земсковым, является наиболее цитируемым российским специалистом по вопросу сталинских репрессий, хотя его исследования по этому вопросу подвергаются критике других учёных.

## Биография
Николай Фёдорович Бугай родился 19 декабря 1941 года в станице Старотитаровская Темрюкского района Краснодарского края.
Отец — Бугай Фёдор Алексеевич, работал механиком. Мать — Бугай Варвара Петровна, служащая.
В 1961 году окончил Туапсинский гидрометеорологический техникум, работал в Камчатском Управлении гидрометеорологической службы.
В 1961—1964 годах служил в Вооружённых Силах СССР.
В 1968 году с отличием окончил Кабардино-Балкарский государственный университет, в 1971 году — аспирантуру Института истории СССР АН СССР. 28 апреля 1972 года защитил кандидатскую диссертацию «Революционные комитеты Северного Кавказа в установлении и упрочении Советской власти (1918—1920)».
В 1974—1975 годах — преподаватель кафедры истории СССР МГИАИ.
С 1977 года — учёный секретарь по международным связям Института истории СССР АН СССР, заведующий сектором и руководитель Группы по истории национальных отношений в СССР (России). 14 марта 1986 года защитил докторскую диссертацию «Чрезвычайные органы Советской власти (1918—1921)».
В 1993—2002 годах — руководитель Департаментов по делам депортированных и репрессированных народов, по делам Северного Кавказа, русского народа, по делам национальностей Министерства по делам федерации, национальной и миграционной политики Российской Федерации, был членом коллегии министерства. С 1999 года — руководитель Департамента по делам национальностей Министерства по делам Федерации и национальностей РФ.
С марта 2002 года — консультант, советник Департамента регионального развития Аппарата Правительства РФ. С января 2005 года — советник Департамента межнациональных отношений Министерства регионального развития РФ.
С сентября 2004 года — ведущий сотрудник Института российской истории РАН, в настоящее время — главный научный сотрудник.
Профессор, член-корреспондент Международной Славянской Академии наук, заслуженный деятель науки Республики Адыгея (1996).
Указом Президента Российской Федерации В. В. Путина 20 января 2000 года Н. Ф. Бугаю присвоен квалификационный разряд действительного государственного советника III класса.
Имеет более 400 публикаций. Главный редактор журнала «Историческая и социально-образовательная мысль».

## Критика
Российский историк Я. З. Ахмадов обвиняет Бугая в тенденциозном подборе документов из архива Сталина. Он считает, что цифрам, приводимым Бугаём, «можно верить только в том случае, если верить делам о шпионаже в СССР в 1937—1941 гг., об измене трех советских маршалов из пяти, о массовом предательстве генералитета и командиров Красной Армии накануне войны и т. д. и т. п.». Он объясняет такой подбор документов попытками Бугая оправдать действия российского руководство во время чеченских войн через оправдание действий Сталина по депортации чеченцев и ингушей во время Второй мировой войны, поскольку Бугай пишет, что «сама суть происходящего одна и та же».
Российский историк С. С. Цуцулаева пишет, что Бугай публикует ценные документы НКВД, однако не всегда критически относится их содержанию; также, по её мнению, он оправдывает депортацию чеченцев и ингушей.
Американские историки Эрен Парк (англ. Ehren Park) и Дэвид Бранденбергер (David Brandenberger) пишут, что Бугай некритически воспринимает официальные отчёты, связывающие депортацию чеченцев и ингушей с предшествующими волнениями, а дезертирство чеченцев из Советской армии — с их нелояльностью советскому режиму (а не с размещением в русскоязычной среде без учёта ограниченных языковых навыков и мусульманских диетических ограничений).
Немецкий историк Карстен Брюггеман пишет, что Бугай «предпочитает документы НКВД в качестве надёжных источников вторичной литературе» и что он, хотя и рассматривает депортации жителей стран Балтии как трагедию, но при этом оправдывает аннексию стран Балтии.
Доктор физико-математических наук, специалист в области информационно-коммуникационных технологий в образовании Д. М. Эдиев, утверждает, что Н. Ф. Бугай и его ученики (А. М. Гонов, А. С. Хунагов и другие) пытаются оправдать депортацию народов СССР. Поскольку они не могут воспользоваться обвинениями, которые были развенчаны самим КГБ СССР в 1980-е годы, то они используют недомолвки, туманные намёки, выводы, никак не связанные с посылками и просто фальсификацию документов. Так, в одной из своих первых публикаций по депортации (Бугай, 1991: 147) он приводит текст телеграммы Л. П. Берии И. В. Сталину:
Ознакомился с материалами по поведению балкарцев как во время наступления немецко-фашистских войск на Кавказе, так и после их изгнания...
На самом деле эта телеграмма начинается так:
В связи с предполагаемым выселением балкарцев с Северного Кавказа, я ознакомился с материалами об их поведении как во время наступления немецко-фашистских войск на Кавказе, так и после их изгнания...
По словам Д. М. Эдиева, излюбленным приёмом Бугая и его учеников является изложение сводок НКВД с цифрами о высоком уровне бандитизма и дезертирства без указания национальности бандитов и дезертиров, с целью подвести читателя к мысли, что ими были представители депортированных народов. Так, оправдывая депортацию корейцев, он говорит о бандитизме и дезертирстве в годы Второй мировой войны на Дальнем Востоке, откуда корейцы были поголовно выселены в 1937 году.

## Основные работы
- Революционные комитеты национальных округов Северного Кавказа. Нальчик, 1977.
- Революционные комитеты Ставрополья. Черкесск, 1978.
- Ревкомы Подмосковья. — М.: Московский рабочий, 1979. — 119 с.
- Революционные комитеты Дона и Северного Кавказа (1919—1921). — М.: Наука, 1979. — 235 с.
- Ревкомы: научно-популярный очерк. — М.: Политиздат, 1981. — 175 с.
- Органы защиты завоеваний Октября: проблемы изучения. — М.: Мысль, 1982. — 175 с.
- Революционные комитеты Гражданской войны в Советской республике. М., 1985 (на фарси).
- Г. К. Орджоникидзе на Северном Кавказе (1918—1920). Нальчик, 1986.
- От ревкомов к Советам на Кубани. Майкоп, 1989 (в соавт. Джимов Б. М.).
- Чрезвычайные органы Советской власти. 1918—1921 гг. — М.: Наука, 1990. — 318 с.
- Операция «Улусы». Элиста, 1991.
- Деникин А. И. Очерки русской смуты / сост. М : Мысль, 1991.
- «По сведениям НКВД были переселены…». Киев, 1992.
- Сталин — Л. Берии: «Их надо депортировать …». М., 1992.
- Советские курды: врем перемен. М.: Капь, 1993 (в соавт. Броев Т. М., Броев Р. М.)
- Народы и власть: «социалистический эксперимент». Майкоп, 1994. (в соавт. Мекулов Д. Х.)
- Турки из Месхетии: путь к реабилитации. 1944—1994. М., 1994.
- Л. Берия — И. Сталину: «Согласно Вашему указанию…». — М., 1995.
- Очерки истории Тамани. — М.: ИНСАН, 1996 (в соавт. с В. Я. Гросулом)
- Депортация народов в Советском Союзе. — Нью-Йорк, 1996.
- Северный Кавказ: границы, конфликты, беженцы Ростов-на-Дону, 1997 (сост.).
- В Казахстан и Среднюю Азию из Приэльбрусья. — Нальчик, 1997.
- «Мобилизовать немцев в рабочие колонны… И. Сталин»: сборник документов (1940-е гг.) / Сост., предисл., коммент. Н. Ф. Бугая. — М.: Готика, 1998. — 351 с.
- Социальная натурализация и этническая мобилизация (опыт российских корейцев). М., 1998.
- Кавказ: нарды в эшелонах .20-60-е годы М.: Инсан, 1998.
- "Обязать НКВД… выселить греков. М. : Инсан, 1999 / в соавт. Кацонис А. Н.).
- Казаки России. 1917—1940. Историко-правовой аспект. Документы. факты, комментарии. Нальчик, 1999 (сост.).
- Казачество России: отторжение, признание, возрождение. М., 2000.
- Реабилитация народов России. Сборник документов. М. : Инсан, 2000. (сотав.).
- Российские корейцы: новый поворот в истории. 90-е годы. М., 2000.
- Военнопленные и интернированные граждане Герамнии: путь на родину (1940—1950 -е годы). Документы, факты, комментарии. М., 2001. (состав).)
- Депортация народов Крыма: документы, факты, комментарии / Предисл., сост., заключение и коммент. Н. Ф. Бугая. — М.: ИНСАН, 2002. — 238 с.
- Российские корейцы и политика «солнечного тепла». М. : Готика, 2002.
- «По решению Правительства Союза ССР…» Нальчик, : Эль-фа, 2003 (состав.).
- Северный Кавказ: новые ориентиры национальной политики (90-е годы XX века). М.: новы хронограф, 2004 (в соавт.).
- 140 лет в России: очерк истории российских корейцев / Институт востоковедения РАН, Общероссийское объединение корейцев. — М., 2004. — 462 с. (в соавт. с Б. Д. Паком)
- Испытание временем: российские корейцы в оценках дипломатов и политиков. Конец ХХ — начало XXI вв. — М.: [б. и.], 2004. — 172 с. (в соавт. с О Сон Хван)
- Общественные объединения корейцев России: конститутивность, эволюция, признание. — М. : Новый хронограф, 2004. — 375 с. (в соавт. с Сим Хон Енг)
- Корейцы в Союзе ССР — России: XX век: история в документах / Введение, заключение, сост., коммент. Н. Ф. Бугая. — М.: ИНСАН, 2004. — 300 с.
- Они сражались за родину Представители репрессированных нарродов на фроонтах Великой Отечественной войны М.: Новый хронограф, 2005 (в соавт.).
- «Третья Корея»: новая миссия и проблемы глобализации. М. :Гриф, 2005.
- Народы стран Балтии в условиях стлинизма. Документальная история Штутгарт- Ганновер, 2005
- Народы Украины в «Особой папке Сталина» / ИРИ РАН. — М.: Наука, 2006.
- Россия и Казахстан: проблемы истории (XX — начало XXI в.) / ИРИ РАН; сост. Н. Ф. Бугай. — М.: [б. и.], 2006. — 420 с. — (Россия и государства СНГ в постсоветский период).
- Чеченская Республика: конфронтация, стабильность, мир. — М., : Гриф, 2006.
- Дорога на Восток. Документальная хроника из жизни депортированных поляков в Оренбургской области (1937—1955 гг.). Опребург-Москва, 2006 (состав.)
- Станица Старо-Титаровская: от Екатерины II до начала XXI века. М.: Гриф, 2007. — 598 с.
- Корейцы стран СНГ: общественно — «географический синтез» М.: Гриф, 2007.
- Корейцы России: вопросы экономики и культуры. М. : Гриф, 2008. — 380 с.
- Александр Стопани: революционер, ученый статистик. М.: Голден-би, 2009
- Старо-Титаровкая: курень, куренное поселение, станица. М.: Гриф, 2009. — 1024 с.
- Турки -месхетинцы: Грузия, Узбекистан, Россия, США. М. : Гриф, 2009 (в соавт. М. И. Мамаев). — 446 с.
- Проблемы и пути укрепления гражданской идентичности на Северном Кавказе. Краснодар, 2010 (в соавт. Н. Г. Денисов). — 54 с
- Вклад репрессированных народов СССР в победу Великой Отечественной войны 1941—1945 гг. Т. 1. Элиста, 2010 (в соавт.).
- Северный Кавказ. Государственное строительство и федеративные отношения: прошлое в настоящем. — М.: Гриф и К, 2011. — 440 с.
- Русские на Северном Кавказе: социальное положение, трансформации этнической общности (1990-е годы -начало XXI века). — М. : Гриф, 2011. 336 с.
- Проблемы репрессий и реабилитации граждан: История и историография (ХХ — начало XXI в.). — М., «Гриф», 2012.
- Институты гражданского общества в России. Становление, опыт, реальность. — М. «МДН», 2012 /сост.: Бугай Н. Ф., Комаров Н. П., Коцонис А. Н.
- Курдский мир России: политико-правовая практика, интеграция, этнокультурное возрождение (1917—2010 годы). СПб.: Алетейя, 2012.
- Немцы: 250 лет в России. Документальная история. Т. 1-2. М.: Гриф, 2012 // Колл. авт.: Бугай Н. Ф., Дизендорф В. Ф., Иларионова Т. С., Петров Ю. А., Чеботарева В. Г.
- Цыгане России: общество, адаптация, консенсус (1990—2010). М.: Кучково поле, 2012. ISBN 978-5-9950-0254-3
- Корейцы Союза ССР, России. XX век. Инчхон (Республика Корея, 2012 [на кор. яз.].
- Горцы Северного Кавказа в Великой Отечественной войне 1941—1945 гг,: проблемы истории, историографии и источниковедения. — М.:ИВ РАН, 2012 (в соавт. А. Ю. Безугольный, Е. Ф. Кринко).
- Поляки России: поиск истины (принудительное переселение, возвращение, судьбы). М.: «Гриф», 2013.
- Курды СССР — России. Трасса длиною в 100 лет. Документальная история. / Предислов., заключение, комментарии, сост. Н. Ф. Бугай, М. И. Мамаев. М.: «Аквариус», 2014. 72.
- Кавказ. Этнические меньшинства: прошлое и настоящее. Очерки. М.: Гриф, 2014.
- Российские корейцы: перемены, приоритеты, перспектива. — М.: Аквариус, 2014. — 456 с.
- Корейцы Юга России: межэтническое согласие, диалог, доверие. М., 2015.
- Кабардино-Балкарская АССР: "Спасение в единении и надежде… ". 1920—1960-е годы. М.: Аквариус, 2015 (в соавт. М. И. Мамаев).
- Принудительные переселения крымских татар: путь к реабилитации. М.: Аквариус, 2015 /Сост., автор разделов, предисловия, комментариев, заключения Н. Ф. Бугай.
- Казаки Юга России: конститутивность, эволюция, современность. (XX—XXI вв.). Исторический экскурс. М., 2015.
- "Его секрет в жизнелюбии… " Лидер общественного объединения корейцев России — Василий Цо. М.: «Аквариус», 2015.
- Казаки России в обеспечении безопасности: проблемы внутренних угроз. 1990-е — 2015 гг. М. — Краснодар: ИСОМ. 2016 / в соавт. с Е. В. Штурба
- Владимир Зорин — министр Правительства Российской Федерации: общество, личность, время. — М.: Аквариус, 2017. — 248 с.
- Метеоролог, историк: штрихи к портрету (воспоминания). М.: Аквариус, 2017.
- Проблема территорий в условиях принудительных переселений XX века: теория, практика). М., «Наука», 2018. — 472 c.
- И. Сталин — Мао Цзедун: судьбы китайцев в Союзе ССР — России. (1920—1940-е годы). — М.: Филинъ. — 356 с.
- Семён Кузьмич Бушуев: Ученый, Дипломат, Патриот. — М., 2018 / в соавт. с Т. С. Бушуева. — 146 с.
- Семен Кузьмич Бушуев:- «ориентир исторической науки». 1930—1950-е годы — М.: Аквариус, 2019. — 636 с. в соавт: Т. С. Бушуева)
- Корейцы Камчатского края: «Всегда достойны и уважаемы…». — М.: Аквариус, 2019. — 710 с.
- Курды храбры, трудолюбивы и гостеприимны. — М.: Аквариум. 2020. — 588 с. (в соавт. Ю. Р. Дасни)
- Турки-месхетинцы в архивах России. — Турция. — Анкара, 2021. — С. 247.
- Жизнь слишком удивительна, а время быстротечно… — М.: Аквариус, 2021. — 323 с.
- Турки-месхетинцы в России: выбор пути, перспектива (1990-е — начало 2020-х годов). История в документах. — М.: Филинъ, 2022. — 661 с. — ISВN 978-5-9216-0555-0